# Valós analízis

Az első 4 részletösszege a négyszögjel Fourier sorának. A Fourier analízis a valós analízis fontos eszköze.

A valós analízis a matematika azon ága, amely a valós függvények analízisével foglalkozik. Ezen függvények analitikus tulajdonságait vizsgálja, mint például a konvergencia, határérték, folytonosság és egyéb tulajdonságok.

## Területei

### A valós számok konstrukciója
A valós számokat többféleképpen is definiálhatjuk mint rendezett testet. A "mesterséges" módszer az axiómák megadása. Ugyanakkor bizonyos konstrukciók a racionális számok tulajdonságain alapulnak.

### Sorozatok

Az függvény az pontnál balról a negatív végtelenbe, jobbról pedig a pozitív végtelenbe tart.

A sorozatokat úgy definiálhatjuk, mint függvényeket, amelyek alaphalmaza egy megszámlálható és teljesen rendezett halmaz, például a természetes számok halmaza. A valós analízisben a sorozat olyan függvény, amely alaphalmaza a természetes számok egy részhalmaza, a képhalmaza pedig a valós számok.

### Határérték

Az sorozatból képzett végtelen sor összege 1, amennyiben 1-től kezdjük az indexelést.

Egy függvény vagy sorozat határértéke egy olyan érték, amelyet a függvény vagy sorozat "tetszőlegesen megközelít", ahogy a függvény argumentuma megfelelő mértékben megközelít egy megadott értéket. Ha az {\displaystyle a_{n}} végtelen sorozat konvergens és {\displaystyle A}-hoz tart, a következő jelölést alkalmazzuk:
{\displaystyle \lim _{n\to \infty }a_{n}=A}.

A függvények határértéke egy adott pontban is értelmezhető, melynek jelölése az {\displaystyle f(x)} függvény {\displaystyle x_{0}} pontjában {\displaystyle \lim _{x\to x_{0}}f(x)=A}, ahol {\displaystyle A} a függvény {\displaystyle x_{0}}-ban vett határértéke. Beszélhetünk egyoldali határértékről is: egy függvény egy adott pontjában jobb oldali határértékkel rendelkezik, ha az adott {\displaystyle x_{0}} ponthoz jobbról ({\displaystyle x_{0}<x_{n}}) közelítve {\displaystyle f(x)\rightarrow A}. Hasonló módon értelmezhető a bal oldali határérték is. 

### Végtelen sorok és hatványsorok

A függvény nem rendelkezik egyoldali határértékekkel.

Az {\displaystyle a_{k}} végtelen valós sorozat részletösszegeiből képzett sorozat a {\displaystyle \sum _{k=1}^{\infty }a_{k}=a_{1}+a_{2}+a_{3}+...} végtelen sor.
 
Egy végtelen sor konvergens, és az összege az {\displaystyle S} valós szám, ha az {\displaystyle S_{n}=\sum _{k=1}^{n}a_{k}} {\displaystyle n}-edik részletösszegből képzett valós sorozat konvergens és határértéke {\displaystyle S}.
 
A végtelen sorok konvergenciájának vizsgálatához használt eszközök például a d'Alembert-féle hányadoskritérium
 
és a gyökkritérium
 
. Geometriai sorok esetén pedig {\displaystyle \sum _{k=1}^{\infty }r^{k}={\frac {1}{1-r}}}, ha {\displaystyle r<1}. 
 
Felmerül tehát a kérdés, hogy egy adott {\displaystyle f} függvény felírható-e végtelen sorként. 

Amennyiben egy {\displaystyle f} függvény megadható az {\displaystyle f(x)=\sum _{k=1}^{\infty }a_{k}x^{k}=\sum _{k=1}^{\infty }a_{k}(x-x_{0})^{k}} alakban, ahol {\displaystyle x_{0}} a hatványsor középpontja, az {\displaystyle f} hatványsorba fejthető. 
 
A hatványsorok középpontja körüli konvergenciasugár meghatározásához a Cauchy–Hadamard-tétel használható.
 
Egy arra alkalmas {\displaystyle f} függvény hatványsorba fejtésének egy módja annak Taylor-sorrá alakítása.

### Folytonosság
Intuitív módon fogalmazva egy valós függvény folytonos, ha a függvény egy Descartes-féle koordináta-rendszerben ábrázolva egyetlen összefüggő vonallal ábrázolható.
Pontosabban: egy {\displaystyle f} függvény folytonos az értelmezési tartományának elemét képező {\displaystyle x_{0}} pontban, ha
{\displaystyle \lim _{x\to x_{0}}f(x)=f(x_{0})}. Ha az {\displaystyle f} értelmezési tartományának egy pontjában ez a feltétel nem valósul meg, azt mondjuk, hogy ott a függvénynek szakadása van. Egy függvény csak akkor folytonos, ha az értelmezési tartományának minden pontjában folytonos. 

A valós analízis egyik legfontosabb tétele a Bolzano-tétel, amely kimondja, hogy egy intervallumon értelmezett, negatív és pozitív értékeket is felvevő, folytonos függvénynek van zérushelye.
 
Egy másik igen fontos tétel a Weierstrass-szélsőértéktétel, amely szerint ha az {\displaystyle f} függvény folytonos az {\displaystyle [a,b]} intervallumon, akkor az {\displaystyle f} ezen az intervallumon felveszi a minimumát és maximumát.

### Differenciálás

A derivált a függvénygörbe érintőjének meredeksége, azaz az érintő a vízszintes tengellyel bezárt szögének tangense.

Egy {\displaystyle f} függvény deriváltja az {\displaystyle x_{0}} pontban a következő határérték:
{\displaystyle f'(x_{0})=\lim _{h\to 0}{\frac {f(x_{0}+h)-f(x_{0})}{h}}.}
Ha a derivált mindenhol létezik, akkor a függvény differenciálható. A magasabb deriváltak a deriváltak deriváltjaiként értelmezhetőek. 
 
Mivel az {\displaystyle f'(x_{0})} derivált az {\displaystyle f} függvényhez az {\displaystyle x_{0}} pontban húzott érintő meredeksége, segítségével meghatározható a függvény egy adott pontjában vett érintőjének egyenlete.
 
Az első derivált továbbá például a függvény lokális szélsőértékeinek és értékkészletének meghatározásához is használható. A második derivált segítségével pedig a függvény konvex és konkáv részei és inflexiós pontjai is meghatározhatóak. A derivált a L’Hôpital-szabály felhasználásával bizonyos esetekben a határértékszámításkor is alkalmazható. 

 
A függvényeket csoportosíthatjuk a differenciálhatóságuk alapján. Legyen {\displaystyle C^{0}} az összes folytonos függvény osztálya, {\displaystyle C^{1}} pedig az összes olyan differenciálható függvény osztálya, amelyek deriváltjai folytonosak. Vagyis a {\displaystyle C^{1}}-beli függvények pontosan azok a függvények, amelyek differenciálhatóak, és a deriváltjuk eleme {\displaystyle C^{0}}-nak. Általánosítva, legyen {\displaystyle C^{k}} rekurzió segítségével definiálva a következőképpen: {\displaystyle C^{k}} valamely pozitív egész {\displaystyle k}-ra azon differenciálható függvények osztálya, amelyeknek deriváltja eleme {\displaystyle C^{1}}-nek. Minden {\displaystyle C^{k}} részhalmaza {\displaystyle C^{k-1}}-nek. {\displaystyle C^{\infty }} jelöli az összes {\displaystyle C^{k}} osztály metszetét. {\displaystyle C^{\omega }} részhalmaza {\displaystyle C^{\infty }}-nek.

#### A deriválás és a teljes függvényvizsgálat
Egy függvény első deriváltjának segítségével meghatározhatjuk a függvény monotonitását és szélsőértékeit. Ha az {\displaystyle f} folytonos és differenciálható az {\displaystyle [a,b]} zárt intervallumon, és minden belső pontjában {\displaystyle f'(x)>0}, akkor az {\displaystyle f} az {\displaystyle [a,b]} intervallumon szigorúan monoton nő. Ugyanígy, ha {\displaystyle f} folytonos és differenciálható az {\displaystyle [a,b]} zárt intervallumon, és minden belső pontjában {\displaystyle f'(x)<0}, akkor az {\displaystyle f} az {\displaystyle [a,b]} intervallumon szigorúan monoton csökken. Azokban a pontokban, ahol az imént meghatározott függvényeknél {\displaystyle f'(x)=0}, előfordulhat, hogy lokális szélsőértéket találunk. Azokban a pontokban, ahol az {\displaystyle f} szigorúan monoton növőből szigorúan monoton csökkenővé válik, lokális maximumról, azokban pedig, ahol szigorúan monoton csökkenőből szigorúan monoton növővé válik, lokális minimumról beszélhetünk.
 
A másodrendű feltétel alapján ha az {\displaystyle f} legalább kétszer differenciálható függvényre teljesül, hogy egy {\displaystyle x_{0}} pontjában {\displaystyle f'(x_{0})=0} és {\displaystyle f''(x_{0})>0}, akkor a függvénynek az adott {\displaystyle x_{0}} pontban lokális minimuma van. A lokális maximum hasonlóan értelmezhező, de akkor {\displaystyle f''(x)<0}.

 
A második derivált segítségével meghatározható, hogy a függvény mely intervallumokban konvex és konkáv, továbbá hogy hol találhatóak az inflexiós pontjai. Ha az {\displaystyle f} folytonos és kétszer differenciálható egy intervallumon belül, továbbá az intervallum minden belső pontjában {\displaystyle f''(x)\geq 0}, akkor az {\displaystyle f} konvex az adott az intervallumon. Amennyiben ugyanezen alapfeltételek mellett az {\displaystyle f''(x)\leq 0} teljesül, az {\displaystyle f} konkáv az adott intervallumon. Azokban a pontokban, ahol {\displaystyle f''(x)=0} és a függvény konvexből konkávba vagy konkávból konvexbe fordul, a függvénynek inflexiós pontja van. 

### Integrálás

Egy függvény határozott integrálja úgy értelmezhető, mint a függvény grafikonja és a vízszintes tengely által bezárt előjeles területösszeg.

#### Riemann-integrálás
A Riemann-integrált a Riemann-összegek segítségével definiáljuk. Legyen {\displaystyle [a,b]} a valós számok egy zárt intervalluma. Ekkor ezen intervallum megcímkézett particionálása egy véges sorozat,
{\displaystyle a=x_{0}\leq t_{1}\leq x_{1}\leq t_{2}\leq x_{2}\leq \cdots \leq x_{n-1}\leq t_{n}\leq x_{n}=b.\,\!}
Ez a partíció osztja {\displaystyle n} részintervallumra, {\displaystyle [x_{i-1},x_{i}]}-ra az eredeti {\displaystyle [a,b]} intervallumot. Egy {\displaystyle f} függvény Riemann-összege egy adott címkézett partíción: {\displaystyle \sum _{i=1}^{n}f(t_{i})\Delta _{i}.}
Vagyis azon téglalapok területeinek összege, amelyek alapjai a particionálás által létrehozott részintervallumok és magasságuk a függvény részintervallumokhoz tartozó kijelölt {\displaystyle t_{i}} pontokban vett értékei: {\displaystyle f(t_{i})}. {\displaystyle \Delta _{i}} pedig az {\displaystyle i}-edik részintervallum hossza: {\displaystyle \Delta _{i}=x_{i}-x_{i-1}}. Egy {\displaystyle f} függvény Riemann-integrájla az {\displaystyle [a,b]} intervallumon {\displaystyle S}, ha bármely {\displaystyle \epsilon >0}-hoz létezik egy {\displaystyle \delta >0}, úgy, hogy {\displaystyle [a,b]} bármely címkézett partíciója, amelynek finomsága (vagyis a legnagyobb részintervallum mérete) {\displaystyle \delta } vagy annál kisebb, akkor:
{\displaystyle \left|S-\sum _{i=1}^{n}f(t_{i})\Delta _{i}\right|<\varepsilon .}
Ha a partíció címkéi a függvény adott intervallumon való maximum (vagy minimum) értékének helyei, akkor az ehhez a partícióhoz tartozó Riemann-összeg a felső (és alsó) Darboux-összeg, amely rámutat a Riemann-integrál és a Darboux-integrál szoros kapcsolatára.

#### Lebesgue-integrálás
A Lebesgue-integrálás a Riemann-integrálás kiterjesztése a nem Riemann-integrálható függvényekre, illetve kiterjeszti azt a halmazt is, amelyeken az integrálható függvények definiálhatóak.

#### Határozatlan integrálás

Az analízis alaptétele (animáció).

A határozatlan integrálás a deriválás fordított művele. Általános jelöléseket használva az {\displaystyle F} függvény az egy adott intervallumon értelmezett {\displaystyle f} függvény határozatlan integrálja (más néven primitív függvénye), ha {\displaystyle F'(x)=f(x)} az {\displaystyle f} teljes értelmezési tartományában. Mivel egy hozzáadott konstans deriváltja mindig nulla, a határozatlan integrálokhoz mindig hozzá kell adnunk egy {\displaystyle C} valós számot.
 
A határozatlan integrál jelölése:
{\displaystyle \int f(x)=F(x)+C.}

#### A Newton-Leibniz-formula
Az analízis alaptétele alapján a folytonos {\displaystyle f} függvény határozott integrálja kiszámíható a függvény {\displaystyle F} primitív függvényének ismeretében

{\displaystyle \int _{a}^{b}f(x)\,dx=F(b)-F(a).}

## Fontos tételek
Az analízis fontos tételei például a Bolzano-Weierstrass és a Borel–Lebesgue-tétel; a Bolzano-tétel a középértéktételek, és az analízis alaptétele (Newton-Leibniz-tétel).
A valós analízis számos fogalma általánosítható a valós térről általánosabb metrikus terekre vagy éppen mérték-terekre, Banach terekre, és Hilbert terekre.

## Fordítás
Ez a szócikk részben vagy egészben  a   Real analysis című angol Wikipédia-szócikk fordításán alapul.  Az eredeti cikk szerkesztőit annak laptörténete sorolja fel. Ez a jelzés csupán a megfogalmazás eredetét és a szerzői jogokat jelzi, nem szolgál a cikkben szereplő információk forrásmegjelöléseként.